# سه‌خداباوری
با تثلیث در مسیحیت اشتباه نشود.
این مقاله در مورد دیدگاه سه‌خداباوری است. برای اعتقاد به خدایان متعدد، به چندخداپرستی مراجعه کنید.

سه‌خداپرستی یا سه‌خداباوری
(انگلیسی: Tritheism) یک بدعت است که در آن وحدت تثلیث (Triunity) و در نتیجه یکتاپرستی مسیحی نفی می‌شود. مسیحیت رسمی (کاتولیک، ارتودوکس، پروتستان) این بدعت را مردود دانسته و باورمندان به این بدعت را در طول تاریخ از جماعت مسیحی خارج دانسته است. سه‌خداباوری بیش از هر مکتب فکری واقعی سه خدای جداگانه را مطرح می‌کند و یک انحراف احتمالی را نشان می‌دهد.سه‌خداباوری معمولاً کمی بیشتر از یک برچسب خصمانه استو به کسانی گفته می‌شد که بر «فردیت» هر اقنوم یا شخص الهی (پدر، پسر، روح‌القدس) ، بیش از وحدت تثلیث به عنوان یک کل تأکید می‌کردند. این اتهام به ویژه بین قرن‌های سوم و هفتم پس از میلاد رایج بود.
در تاریخ مسیحیت برخی بدعت‌گذارن معتقد به سه‌خداباوری بوده‌اند که مسیحیت رسمی (کاتولیک، ارتودوکس، پروتستان) آنان را از جماعت مسیحی خارج دانسته است. در میان اولین‌ها، تک‌سرشت‌باور جان فیلوپونوس (درگذشته حدود ۵۷۰) و پیروان او، مانند یوجنیوس و کونون تارسوس بودند. آنها تعلیم دادند که ماهیت مشترک تثلیث یک انتزاع است، به طوری که در حالی که این سه شخص همسویه هستند، در ویژگی‌های خود متمایز هستند. دیدگاه آنها تلاشی برای آشتی دادن ارسطو با مسیحیت بود. این دیدگاه که پتر سوم انطاکیه از آن دفاع می‌کرد، به عنوان سه‌تاپرستی در سینود در اسکندریه در سال ۶۱۶ محکوم شد. . همچنین در سومین شورای قسطنطنیه در ۶۸۰–۸۱ مجدداً به عنوان سه‌تاپرستی محکوم شد.

## نظر مسلمانان
اسلام مفهوم هرگونه «کثرت» در درون خداوند را انکار توحید (اسلام) و بیگانه با وحی موجود در کتاب مقدس مسلمانان می‌داند. «شرک»، دادن به خدا - خواه پسر خدا، دختر یا سایر شریک‌ها باشد، نوعی کفر در نظر گرفته می‌شود. اسلام در قرآن به‌طور مکرر و قاطعانه بر یگانگی مطلق خدا تأکید می‌کند، بنابراین احتمال اشتراک دیگری در حاکمیت یا ماهیت او را رد می‌کند. برخی در اسلام، روح القدس را فرشته جبرئیل می‌دانند.
مسلمانان به صراحت آموزه‌های مسیحی تثلیث را از همان ابتدا رد کرده‌اند.